# بخيت (اسم)
بخيت اسم علم مذكر، معناه "صاحب الحظ السعيد" أو "المحفوظ".

## شخصيات تحمل الاسم
- بخيت الرشيدي

- بخيت سعد

- بخيت سارسيكبايف

- بخيت أحمدوف
- بخيت آل طالع الزهراني

## انظر ايضًا
- الاسم الشخصي

- اسم العلم

- اسم

- اسم العائلة

- لقب

- كنية